# John William Inchbold

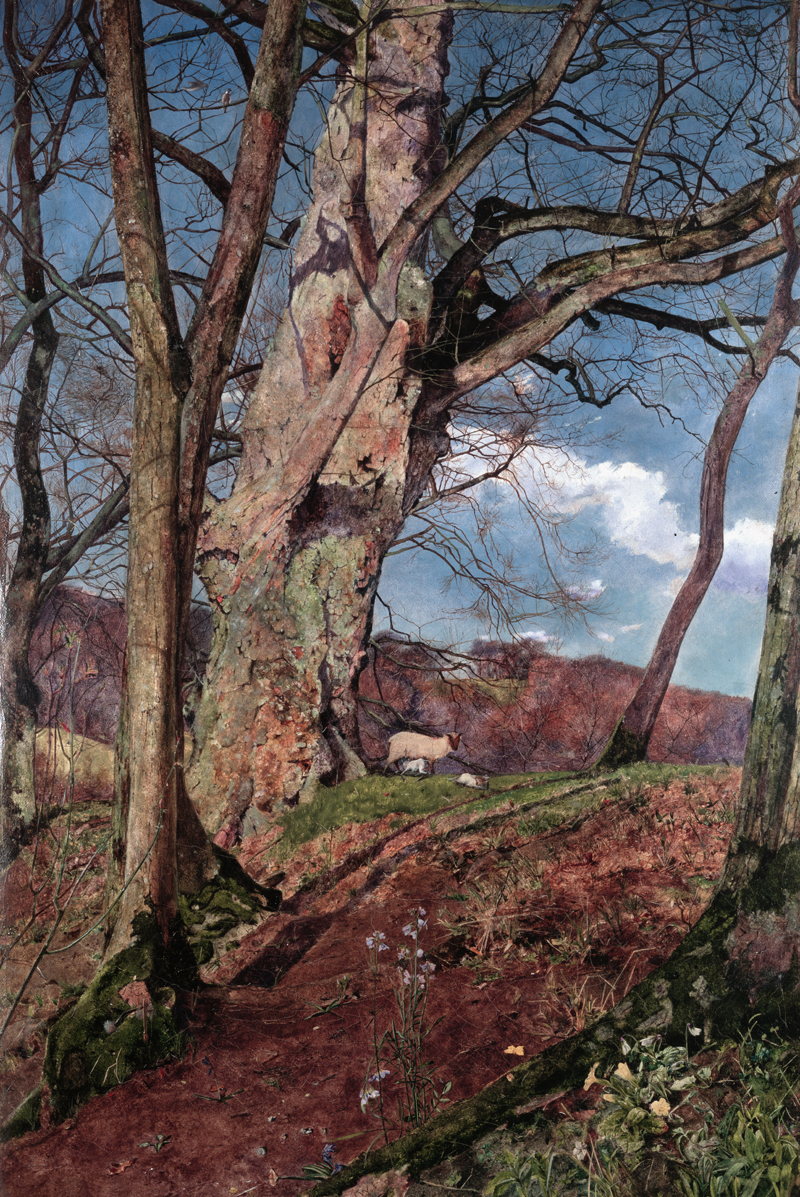
A Study, in March (1855).

John William Inchbold (29 de agosto de 1830 - 29 de enero de 1888) fue un pintor inglés especializado en el paisajismo. Muy influido por John Ruskin desde mediados de los años 50, se le asocia frecuentemente al Prerrafaelismo.
Inchbold nació en la ciudad de Leeds; era hijo del propietario de un periódico de Yorkshire. Tras aprender la técnica de la litografía, estudió pintura en la Royal Academy Schools. Sus primeras obras de importancia fueron las acuarelas; su estilo fluido y ágil le distanció de los pintores victorianos del momento. Posteriormente conoció al crítico Ruskin y viajó con él a Suiza, en 1856 y 1858. En los Alpes, conoció y trabó relación con el pintor prerrafaelista John Brett. A partir de ese momento cultivó un estilo fino y preciso, muy absorbido en el detalle.
Importante fuente de inspiración para su obra fue el poeta William Wordsworth.
Su primera obra expuesta en la Royal Academy fue "Estudio de la naturaleza, La tarde" (1857). Viajó por distintos países europeos, incluyendo Francia, Italia y España, países en los que ambientó muchas obras (véase listado de obras). También viajó por el Magreb, Suiza, como se ha dicho, e Inglaterra. Inchbold, paralelamente, desarrolló una carrera poética, llegando a publicar algún libro.
Sus pinturas se encuentran expuestas en los museos y galerías ingleses más importantes.

## Obras
- The Moorland (Dewar-stone, Dartmoor) (1854), Tate Britain, Londres.
- Anstey's Cove, Devon (1854), Museo Fitzwilliam, Cambridge.
- Devonshire Coast (1855), Tate Britain, Londres.
- The White Doe of Rylstone (At Bolton) (1855), Leeds City Art Gallery.
- A Study, in March or In Early Spring (1855), Ashmolean Museum, Oxford.
- Cuillin Ridge, Skye, from Sligachan (1856), Ashmolean Museum, Oxford.
- Study from Nature, Evening (1857)
- Fishermen at Sunset (1859-60), Tate Britain, Londres.
- Tintagel (1861), Tate Britain, Londres.
- Lugano (a Pillar in the Foreground) 1861, Tate Britain, Londres.
- Two Men Scything 1861, Tate Britain, Londres.
- A Sunlit Wood 1861, Tate Britain, Londres.
- A Man Digging on the Shore 1862, Tate Britain, Londres.
- Venice: A Girl in a Doorway 1862-4, Tate Britain, Londres.
- Tintagel 1862, Tate Britain, Londres.
- Inundation at St Marks 1863-4, Tate Britain, Londres.
- San Giorgio from the Ducal Palace 1863-5, Tate Britain, Londres.
- Peat Burning circa 1864-6, Tate Britain, Londres.
- A Young Palm, Valentia 1865, Tate Britain, Londres.
- A House in Spain, with a Minaret 1865, Tate Britain, Londres.
- Shore Scene with Groups of Figures 1865, Tate Britain, Londres.
- ''Manzanares, Madrid 1866, Tate Britain, Londres.
- The Village Cross, Spain 1866, Tate Britain, Londres.
- Recollection. Barden Fells 1866, Tate Britain, Londres.
- Recollection, Strid, Barden Tower 1866, Tate Britain, Londres.
- Gate of the Sea, Venice (1873)
- Gordale Scar, Yorkshire exhibited 1876, Tate Britain, Londres.
- The Lake of Geneva (c.1880-82)
- A Syrian Girl at a Balcony overlooking a Bay, Tate Britain, Londres.
- A Rocky Coast, Tate Britain, Londres.
- A Wide Landscape, Tate Britain, Londres.
- Arabian Merchants, Tate Britain, Londres.
- A Shepherd on the Downs, Tate Britain, Londres.
- A Girl Seated on Rocks in a Wood, Tate Britain, Londres.
- Forest of Fontainebleau: A Chestnut Tree, Tate Britain, Londres.
- Valencia. The Well, Tate Britain, Londres.
- Venice, Nocturne. San Giorgio Maggiore, Tate Britain, Londres.
- Fairy Dell. A Man and a Dog in a Sunlit Clearing, Tate Britain, Londres.
- A Procession of Peasants among Trees, Tate Britain, Londres.
- Forest of Fontainebleau: A Peasant outside a Church under Trees, Tate Britain, Londres.
- Forest of Fontainebleau: A Path in the Woods, Tate Britain, Londres.
- Whilst Waiting for the Train, Swiss Alps, Tate Britain, Londres.
- A Rocky Coast, Tate Britain, Londres.
- Coast Scene with Fishing Boats and Rainbows, Tate Britain, Londres.
- Mountain Vale, Tate Britain, Londres.
- The Lake of Lucerne, Victoria and Albert Museum, Londres.